# Илире Даути
Илире Даути (на албански: Ilire Dauti, на македонска литературна норма: Илире Даути) е политик от Северна Македония от албански произход.

## Биография
Родена е на 27 януари 1980 година в положкото село Долно Палчище, тогава в Социалистическа федеративна република Югославия. Завършва магистратура в Държавния университет в Тетово. На 15 юли 2020 година е избрана за депутат от Алианс за албанците в Събранието на Северна Македония.